# Dmosin (plaats)
Dmosin is een dorp in het Poolse woiwodschap Łódź, in het district Brzeziński. De plaats maakt deel uit van de gemeente Dmosin en telt około 1500 inwoners.